# IHF Volley 2013-2014
Questa voce raccoglie le informazioni riguardanti l'IHF Volley nelle competizioni ufficiali della stagione 2013-2014.

## Stagione
La stagione 2013-14 è per l'IHF Volley la prima in Serie A1: la squadra laziale viene ripescata nella massima serie italiana dalla Serie A2 dopo la rinuncia di partecipazione di alcuni club. Oltre alla conferma dell'allenatore Mario Regulo Martínez e di diverse giocatrici come Giusy Astarita, Sonja Percan, Jole Ruzzini e Virginia Spataro, vengono riportate in Italia Simona Gioli e Veronica Angeloni, mentre tra gli altri acquisti si segnalano quelli di Laura Frigo e Giulia Agostinetto; lasciano la squadra Matea Ikić e Barbara Campanari.
Il campionato si apre con cinque sconfitte consecutive: la prima vittoria arriva alla sesta giornata contro il Volleyball Casalmaggiore; dopo altri due insuccessi, una nuova vittoria arriva contro la Futura Volley Busto Arsizio: il girone di andata si chiude con la sconfitta ad opera della Robur Tiboni Urbino Volley ed il penultimo posto in classifica che non permette il ripescaggio in Coppa Italia. Il girone di ritorno è caratterizzato da sei stop consecutivi; poi arrivano due successi di fila, entrambi in casa, contro la LJ Volley ed il Volley 2002 Forlì: la regular season si chiude con due sconfitte e la conferma del decimo posto in classifica, che non permette la qualificazione ai play-off scudetto.
La partecipazione alla Serie A1 2013-14 garantisce alla squadra di Frosinone di giocare la Coppa Italia: tuttavia resiste nel torneo solo fino ai quarti di finale, eliminata dall'Imoco Volley, la quale vince sia la gara di andata sia quella di ritorno.

## Organigramma societario
Area direttiva
- Presidente: Lucio Iacobucci
- Vicepresidente: Laura Iacobucci
- Segreteria generale: Veronica Belfiore
- Amministrazione: Veronica Belfiore

Area organizzativa
- Direttore sportivo: Maurizio Crispino
- Consulente legale: Alessia Costantini

Area tecnica
- Allenatore: Mario Regulo Martínez
- Allenatore in seconda: Joël Despaigne
- Scout man: Nicola Lucarelli
- Assistente allenatore: Michele Gatto
- Responsabile settore giovanile: Luca Zuffranieri

Area comunicazione
- Ufficio stampa: Chiara Bianchi
- Designer: Francesco Santoro

Area marketing
- Ufficio marketing: Chiara Bianchi
- Responsabile commerciale: Miriam Iacobucci

Area sanitaria
- Medico: Giacomo Tenze
- Preparatore atletico: Maurizio Crispino
- Fisioterapista: Francesco Campioni

## Rosa
| N° | Nome               | Ruolo | Data di nascita   | Nazionalità sportiva |
| -- | ------------------ | ----- | ----------------- | -------------------- |
| 1  | Laura Frigo        | C     | 26 ottobre 1990   | Italia               |
| 2  | Sonja Percan       | S     | 8 maggio 1981     | Croazia              |
| 3  | Rachael Kidder     | S     | 14 ottobre 1991   | Stati Uniti          |
| 5  | Francesca Bonciani | P     | 25 maggio 1992    | Italia               |
| 7  | Gabriella Vico     | S     | 4 dicembre 1987   | Italia               |
| 8  | Giusy Astarita     | S     | 18 aprile 1988    | Italia               |
| 10 | Giulia Agostinetto | P     | 2 ottobre 1987    | Italia               |
| 11 | Virginia Spataro   | C     | 30 settembre 1983 | Italia               |
| 12 | Veronica Angeloni  | S     | 6 luglio 1986     | Italia               |
| 14 | Valentina Biccheri | S/O   | 7 maggio 1991     | Italia               |
| 17 | Simona Gioli       | C/O   | 17 settembre 1977 | Italia               |
| 18 | Jole Ruzzini       | L     | 25 febbraio 1984  | Italia               |

## Mercato
| Acquisti | Acquisti           | Acquisti           | Acquisti   |
| R.       | Nome               | da                 | Modalità   |
| -------- | ------------------ | ------------------ | ---------- |
| P        | Giulia Agostinetto | Imoco              | definitivo |
| S        | Veronica Angeloni  | Zareč'e Odincovo   | definitivo |
| S/O      | Valentina Biccheri | San Casciano       | definitivo |
| C        | Laura Frigo        | Chieri Torino      | definitivo |
| C/O      | Simona Gioli       | Galatasaray        | definitivo |
| S        | Rachael Kidder     | Criollas de Caguas | definitivo |
| S        | Gabriella Vico     | PM Potenza         | definitivo |

| Cessioni | Cessioni          | Cessioni           | Cessioni   |
| R.       | Nome              | a                  | Modalità   |
| -------- | ----------------- | ------------------ | ---------- |
| C        | Barbara Campanari | -                  | ritirata   |
| C        | Angelita Centi    | Polis Corato       | definitivo |
| S        | Emanuela Fiore    | Savino Del Bene    | definitivo |
| S        | Ambra Flammini    | De Gasperi Potenza | definitivo |
| S        | Matea Ikić        | Ornavasso          | definitivo |
| P        | Valeria Zanin     | Ornavasso          | definitivo |

## Risultati

### Serie A1

#### Girone di andata
| 1ª giornata - 20 ottobre 2013 PalaVerde, Villorba                | Imoco               | 3 - 1 | IHF           | 25-9, 22-25, 25-10, 25-12  |
| 2ª giornata - 27 ottobre 2013 Palazzetto dello Sport, Frosinone  | IHF                 | 0 - 3 | Ornavasso     | 20-25, 20-25, 23-25        |
| 3ª giornata - 31 ottobre 2013 PalaNorda, Bergamo                 | Bergamo             | 3 - 0 | IHF           | 25-20, 25-14, 25-16        |
| 4ª giornata - 20 novembre 2013 Palazzetto dello Sport, Frosinone | IHF                 | 1 - 3 | River         | 11-25, 22-25, 26-24, 19-25 |
| 5ª giornata - 1º dicembre 2013 Sporting Palace, Novara           | AGIL                | 3 - 1 | IHF           | 25-21, 22-25, 25-17, 25-18 |
| 6ª giornata - 9 dicembre 2013 Palazzetto dello Sport, Frosinone  | IHF                 | 3 - 0 | Casalmaggiore | 25-20, 25-22, 25-14        |
| 7ª giornata - 14 dicembre 2013 PalaPanini, Modena                | LJ                  | 3 - 0 | IHF           | 26-24, 25-11, 25-18        |
| 8ª giornata - 21 dicembre 2013 PalaRomiti, Forlì                 | Forlì               | 3 - 1 | IHF           | 25-14, 25-11, 26-28, 25-18 |
| 9ª giornata - 26 dicembre 2013 Palazzetto dello Sport, Frosinone | IHF                 | 3 - 0 | Busto Arsizio | 25-20, 25-22, 25-23        |
| 11ª giornata - 19 gennaio 2014 PalaMondolce, Urbino              | Robur Tiboni Urbino | 3 - 0 | IHF           | 25-21, 26-24, 35-33        |

#### Girone di ritorno
| 12ª giornata - 1º febbraio 2014 Palazzetto dello Sport, Frosinone | IHF           | 0 - 3 | Imoco               | 15-25, 24-26, 7-25                |
| 13ª giornata - 9 febbraio 2014 PalAmico, Castelletto sopra Ticino | Ornavasso     | 3 - 0 | IHF                 | 26-24, 25-18, 25-22               |
| 14ª giornata - 15 febbraio 2014 Palazzetto dello Sport, Frosinone | IHF           | 1 - 3 | Bergamo             | 18-25, 21-25, 25-23, 16-25        |
| 15ª giornata - 2 marzo 2014 PalaBanca, Piacenza                   | River         | 3 - 1 | IHF                 | 21-25, 25-20, 25-20, 25-21        |
| 16ª giornata - 5 marzo 2014 Palazzetto dello Sport, Frosinone     | IHF           | 1 - 3 | AGIL                | 18-25, 18-25, 25-20, 23-25        |
| 17ª giornata - 9 marzo 2014 PalaFarina, Viadana                   | Casalmaggiore | 3 - 1 | IHF                 | 28-30, 25-21, 25-23, 25-20        |
| 18ª giornata - 16 marzo 2014 Palazzetto dello Sport, Frosinone    | IHF           | 3 - 0 | LJ                  | 25-19, 25-13, 25-16               |
| 19ª giornata - 23 marzo 2014 Palazzetto dello Sport, Frosinone    | IHF           | 3 - 2 | Forlì               | 25-11, 21-25, 24-26, 25-19, 15-11 |
| 20ª giornata - 30 marzo 2014 PalaYamamay, Busto Arsizio           | Busto Arsizio | 3 - 0 | IHF                 | 25-22, 25-17, 25-16               |
| 22ª giornata - 5 aprile 2014 Palazzetto dello Sport, Frosinone    | IHF           | 1 - 3 | Robur Tiboni Urbino | 29-27, 19-25, 19-25, 15-25        |

### Coppa Italia

#### Fase a eliminazione diretta
| Ottavi di finale (andata) - 10 novembre 2013 Palazzetto dello Sport, Frosinone | IHF   | 1 - 3 | Imoco | 19-25, 25-18, 12-25, 14-25 |
| Ottavi di finale (ritorno) - 17 novembre 2013 PalaVerde, Villorba              | Imoco | 3 - 1 | IHF   | 25-16, 25-17, 13-25, 25-20 |

## Statistiche

### Statistiche di squadra
| Competizione | Punti | In casa | In casa | In casa | In trasferta | In trasferta | In trasferta | Totale | Totale | Totale |
| Competizione | Punti | G       | V       | P       | G            | V            | P            | G      | V      | P      |
| ------------ | ----- | ------- | ------- | ------- | ------------ | ------------ | ------------ | ------ | ------ | ------ |
| Serie A1     | 11    | 10      | 4       | 6       | 10           | 0            | 10           | 20     | 4      | 16     |
| Coppa Italia | -     | 1       | 0       | 1       | 1            | 0            | 1            | 2      | 0      | 2      |
| Totale       | -     | 11      | 4       | 7       | 11           | 0            | 11           | 22     | 4      | 18     |

G = partite giocate; V = partite vinte; P = partite perse

### Statistiche dei giocatori
| Giocatore      | Serie A1 | Serie A1 | Serie A1 | Serie A1 | Serie A1 | Coppa Italia | Coppa Italia | Coppa Italia | Coppa Italia | Coppa Italia | Totale | Totale | Totale | Totale | Totale |
| Giocatore      | P        | PT       | AV       | MV       | BV       | P            | PT           | AV           | MV           | BV           | P      | PT     | AV     | MV     | BV     |
| -------------- | -------- | -------- | -------- | -------- | -------- | ------------ | ------------ | ------------ | ------------ | ------------ | ------ | ------ | ------ | ------ | ------ |
| G. Agostinetto | 20       | 38       | 19       | 12       | 7        | 2            | 4            | 2            | 2            | 0            | 22     | 42     | 21     | 14     | 7      |
| V. Angeloni    | 20       | 210      | 174      | 18       | 18       | 2            | 23           | 17           | 3            | 3            | 22     | 233    | 191    | 21     | 21     |
| G. Astarita    | 19       | 108      | 93       | 12       | 3        | 2            | 21           | 19           | 1            | 1            | 21     | 129    | 112    | 13     | 4      |
| V. Biccheri    | 16       | 24       | 22       | 1        | 1        | 2            | 0            | 0            | 0            | 0            | 18     | 24     | 22     | 1      | 1      |
| F. Bonciani    | 20       | 2        | 1        | 1        | 0        | 2            | 2            | 0            | 2            | 0            | 22     | 4      | 1      | 3      | 0      |
| L. Frigo       | 20       | 108      | 64       | 32       | 12       | 2            | 10           | 8            | 2            | 0            | 22     | 118    | 72     | 34     | 12     |
| S. Gioli       | 20       | 326      | 294      | 28       | 4        | 2            | 40           | 34           | 5            | 1            | 22     | 366    | 328    | 33     | 5      |
| R. Kidder      | 12       | 69       | 59       | 9        | 1        | 0            | 0            | 0            | 0            | 0            | 12     | 69     | 59     | 9      | 1      |
| S. Percan      | 18       | 40       | 37       | 0        | 3        | 2            | 4            | 4            | 0            | 0            | 20     | 44     | 41     | 0      | 3      |
| J. Ruzzini     | 20       | -        | -        | -        | -        | 2            | -            | -            | -            | -            | 22     | -      | -      | -      | -      |
| V. Spataro     | 18       | 79       | 35       | 41       | 3        | 2            | 4            | 3            | 1            | 0            | 20     | 83     | 38     | 42     | 3      |
| G. Vico        | 7        | 2        | 1        | 1        | 0        | 1            | 0            | 0            | 0            | 0            | 8      | 2      | 1      | 1      | 0      |

P = presenze; PT = punti totali; AV = attacchi vincenti; MV = muri vincenti; BV = battute vincenti